# Oleh Halkin
Oleh Halkin (Олег Галкін), connu sous le nom de Oleg Galkin, né le 1er mai 1965 en Ukraine est un coureur cycliste soviétique dont le "pic d'activité" sportive se situe dans la période finale de l'Union soviétique. En 1990 avec l'équipe d'URSS il remporte le championnat du monde du contre-la-montre par équipes.

## Palmarès
- 1989
  - Mémorial Colonel Skopenko (Pologne-Ukraine)[1]
  - 2e du championnat d'Union soviétique du contre-la-montre par équipes (avec Evgueni Zagrebelny, Valeri Sapronov et Igor Schilo)[2]
  -  Médaillé de bronze du championnat du monde du contre-la-montre par équipes (avec l'équipe d'URSS : Viktor Klimov, Yuri Manuylov, Evgueni Zagrebelny et Oleh Halkin)
- 1990
  -  Champion du monde du contre-la-montre par équipes (avec l'équipe d'URSS Igor Patenko, Rouslan Zotov et Alexandre Markovichenko)
  - 6ea étape (contre-la-montre par équipes) du Tour de Basse-Saxe[3]
- 1991
  - Mémorial Colonel Skopenko (Pologne-Ukraine)[4]
- 1992
  - 4e du contre-la-montre par équipes des Jeux olympiques (avec l'équipe de la CEI (Communauté des États indépendants) : Igor Dzyuba, Igor Patenko et Igor Pastukhovich)[5]
- 1993
  - 1re étape du Circuit franco-belge (contre-la-montre)[6]

## Distinctions
- 1991: Maître émérite du Sport soviétique (cyclisme)